# Велаш (район)
Велаш (порт. Velas) — район (фрегезия) в Португалии, входит в округ Азорские острова. Расположен на острове Сан-Жорже. Является составной частью муниципалитета Велаш. Население составляет 1929 человек на 2001 год. Занимает площадь 15,18 км².